# Zhang Shoujie
Zhang Shoujie (fl. 725 - 735) was een Chinees geleerde ten tijde van Keizerin Wu. Hij was de samensteller van 'Correctie op betekenissen in de Shiji' (Shiji zhengyixu, 史記正義序, ook wel Shiji zhengyi, 史記正義), vaak verkort tot Zhengyi (正義). Dat was een belangrijk commentaar op de Shiji en wordt gerekend tot de 'Commentaren van de drie geleerden' (sanjia zhu, 三家注), Pei Yin, Sima Zhen en Zhang Shoujie.
Het commentaar van Zhang Shoujie geeft een gedetailleerde uitleg van de geografische namen die in de Shiji voorkomen. De Zhengyi wordt, net als de commentaren van Pei Yin en Sima Zhen sinds 1196 integraal aan de Shiji toegevoegd.